# Microrregión de Jaú
La microrregión de Jaú es una de las  microrregiones del estado brasileño de São Paulo perteneciente a la Mesorregión de Bauru. Su población fue estimada en 2006 por el IBGE en 343.904 habitantes y está dividida en doce municipios. Posee un área total de 4.028,828 km².

## Municipios
- Bariri
- Barra Bonita
- Bocaina
- Boracéia
- Dois Córregos
- Igaraçu do Tietê
- Itaju
- Itapuí
- Jaú
- Macatuba
- Mineiros do Tietê
- Pederneiras